# Bhopal
Bopal (hindi भोपाल) je grad u Indijskoj u državi Madhya Pradesh. Prema podatcima iz 2001. godine u gradu je živjelo 1.458.416 stanovnika. 

## Vanjske poveznice
- Webstranica grada